# Dime quién fue
Dime quién fue es una telenovela chilena de drama y suspenso creada por Marcelo Castañón y Valentina Pollarolo. La serie se caracteriza por relatar una historia de asesinatos, secretos y venganzas de un hotel en el que los personajes están enlazados directamente a la protagonista durante los acontecimientos que surgen a lo largo de los episodios. Se estrenó por Televisión Nacional de Chile, el 12 de noviembre de 2017, y concluyó el 12 de mayo de 2018.
Protagonizada por Antonia Santa María y Claudia Di Girolamo en los roles titulares. Con Francisco Reyes, Amparo Noguera, Paulina Urrutia, Fernando Kliche y Alejandro Trejo en los roles antagónicos.

## Argumento

#### Año 1998: La celebración
A sus 10 años de edad, Laura (Antonia Santa María) creció viendo a su madre Clarita (Ignacia Baeza), trabajar como mucama en el hotel Santuario Capital de Santiago, dirigido por el matrimonio de Agustina Lyon (Amparo Noguera) y Clemente Eyzaguirre (Roberto Vander). Sin embargo, la noche de año nuevo de 1997 su vida cambió completamente. Entre el glamour, las máscaras y antifaces, la comida refinada y la música, Laura levanta la vista y ve a Clarita caer desde un balcón de la suite de los dueños de la cadena hotelera. Su mente su nubla hasta que el seco golpe del cuerpo, al caer al piso, y los gritos de la gente horrorizada, la traen a la realidad que hubiese preferido nunca vivir. Tras el confuso accidente, la familia Lyon envía a Laura a París con el fin de no exponerla al caos y comprometen en apoyarla económicamente su estadía y estudios. Años más tarde, Laura se transformaría en la promesa de la cocina francesa logrando varios reconocimientos por sus pares.

#### Año 2017: El regreso
Cuando Laura (Antonia Santa María) pensaba que estaba todo resuelto, que la vida le había dado una segunda oportunidad con una promisoria carrera como aspirante a chef en Europa, los secretos sobre el pasado la obligan a replantearse todo cuando recibe el llamado de Adriana Lyon (Claudia Di Girólamo), la hermana de la dueña del hotel, quien le confiesa que su madre no se suicidó, sino que fue asesinada. 
Esta información la obliga a volver a Chile. Pero esta vez Adriana no puede contarle quién fue el asesino ya que no logra recordar todos los eventos de la fiesta de año nuevo producto de una reciente enfermedad, un Alzheimer precoz. Aun así, tiene a sus sospechosos y le entrega una foto con los que asegura fueron quienes vieron a Clarita por última vez con vida. La mujer le da una pequeña descripción de cada uno: Roberto (Alejandro Trejo), el codicioso conserje; Eliana (Paulina Urrutia), la envidiosa jefa de las mucamas; Guillermo (Fernando Kliche), el aprovechador y lujurioso tercer hermano que completa el clan Lyon; Clemente, el hedonista dueño del hotel y, por supuesto, Agustina, la más peligrosa y soberbia de todos. Cualquiera puede ser el culpable. 
Decidida a saber la verdad, llega al hotel Santuario donde se reencuentra con todos aquellos que la vieron crecer, pero que la reciben con más incomodidad que alegría. A pesar de que se ha refinado y ha subido de estatus, ella nunca olvida su origen, se siente más cómoda en compañía de las mucamas y el personal de aseo, que en el círculo de los poderosos. Solo Rafael (Eyal Meyer), el hijo de Agustina y Clemente, parece estar feliz con la llegada de su antigua compañera de juegos. Laura hará renacer en él un profundo sentimiento de amor. Tratando de acercarse a ella, le ofrece su ayuda aunque esto despierta los celos en la obsesiva Antonia (Mayte Rodríguez), su novia y futura esposa, con quien planea un fastuoso matrimonio en tan sólo un par de meses más. 
Para encontrar al asesino, Laura acepta la ayuda de Rafael y entra a trabajar a la cocina del hotel, donde le presentan a su nuevo jefe: el encantador Manuel Silva (Francisco Reyes), de quien se siente inmediatamente atraída, por lo que es el único que podría hacerle perder el foco de su objetivo. Así se verá desafiada por la pasión, el amor y el desconocimiento de que este chef es el exesposo de Adriana, su aliada en esta investigación, sino que además estuvo en el hotel esa fatídica noche de año nuevo y también podría ser el asesino de su madre.

## Reparto
- Antonia Santa María como Laura Castillo[7]
- Claudia Di Girolamo como Adriana Lyon[8]
- Francisco Reyes como Manuel Silva[9]
- Amparo Noguera como Agustina Lyon[10]
- Roberto Vander como Clemente Eyzaguirre[11]
- Fernando Kliche como Guillermo Lyon
- Paulina Urrutia como Eliana Bustos
- Alejandro Trejo como Roberto Muñoz
- Eyal Meyer como Rafael Eyzaguirre[12]
- Josefina Fiebelkorn como Fernanda Silva
- Mayte Rodríguez como Antonia Infante
- Íñigo Urrutia como Alonso Rodríguez
- Ignacia Baeza como Clara Castillo
- Sebastián Layseca como Julián Villalobos
- Emilia Noguera como Camila Gutiérrez
- Claudio Castellón como Bruno Riquelme
- Catalina González como Constanza Rodríguez
- Francisco Gormaz como Javier Lyon

### Recurrentes e invitados especiales
- Josefina Velasco como Mónica Astudillo[13]
- María Elena Duvauchelle como Teresa Lillo[14]
- Luis Alarcón como Humberto Rodríguez[15]
- Jorge Arecheta como Raimundo Medina[16]
- Hernán Contreras como Diego Montero[17]
- Alessandra Guerzoni como Piedad Terré[18]
- Gabriel Prieto como Remgio Ayala
- Pablo Díaz como José Miguel Moreno
- Daniela Estay como Colomba Domínguez
- Mauricio Pitta como Emilio Fernández
- Claudio Valenzuela como Iván Novoa
- Jorge Ramírez como Ovidio Lara
- Daniel de la Vega como Gustavo Contreras
- Camila Roeschmann como Sofía Gutiérrez
- Santiago Meneghello como Gonzalo
- José Palma como Eduardo Lira
- Andrés Arriola como Joaquín
- Catalina Vera como Macarena
- Margarita Llanos como Ester Rioseco
- Pancho González como Domingo
- Renato Illanes como Hernán Ferrada.

## Producción
El director de contenidos de ficción de TVN, Julio Rojas, junto al equipo de guionistas liderado por Marcelo Castañón, en la colaboración de Valentina Pollarolo, Jorge Ramírez, Bárbara Larenas, Pablo Unda y Carol Garcés. La producción ejecutiva recayó en las manos de Vania Portilla. La serie fue producida íntegramente por Bowen DDRío, empresa de producción que ya había trabajado para la cadena con telenovelas como La chúcara o Un diablo con ángel.  
Las elecciones de personajes han sido diferentes para los distintos actores. Francisco Reyes, Amparo Noguera, Antonia Santa María, Josefina Fiebelkorn y Emilia Noguera, quienes mantienen contrato estable con la televisión pública se integraron de manera directa al reparto. Reyes y Noguera obtienen los papeles centrales de la producción, en tanto, debían encontrar a la protagonista, y tras unas conversaciones, Santa María —quien recientemente había protagonizado La chúcara—, acepta protagonizar la telenovela.
El 17 de julio, se oficializó el regreso de Claudia Di Girolamo a la cadena estatal, y a su vez, su incorporación al reparto principal luego de un «largo camino que se concretó». Por otro lado, María Elena Duvauchelle, Íñigo Urrutia y Mayte Rodríguez quienes no mantienen contrato estable son convocados solamente por la telenovela. El 31 de agosto, se oficializa el regreso de Paulina Urrutia a las telenovelas tras doce años alejada del género. Asimismo, Fernando Kliche se une al reparto. El 20 de octubre, a un mes de comenzar el rodaje, se hizo oficial la deserción de Duvauchelle por problemas de salud. Al día siguiente, a su reemplazo, la producción anunció la contratación de Josefina Velasco. Por otro lado, se confirmó la participación de Eyal Meyer, quien tendrá uno de los roles centrales de la producción. El último en unirse a reparto es Sebastián Layseca. En medio del rodaje, se integra el actor y cantante, Roberto Vander.

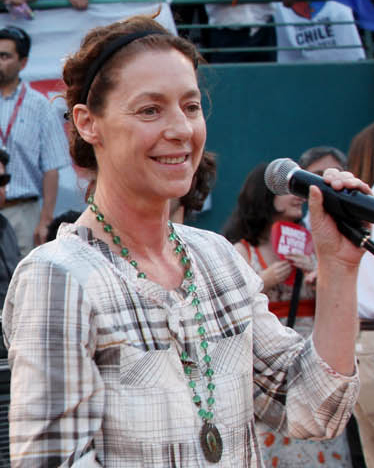
Claudia Di Girolamo
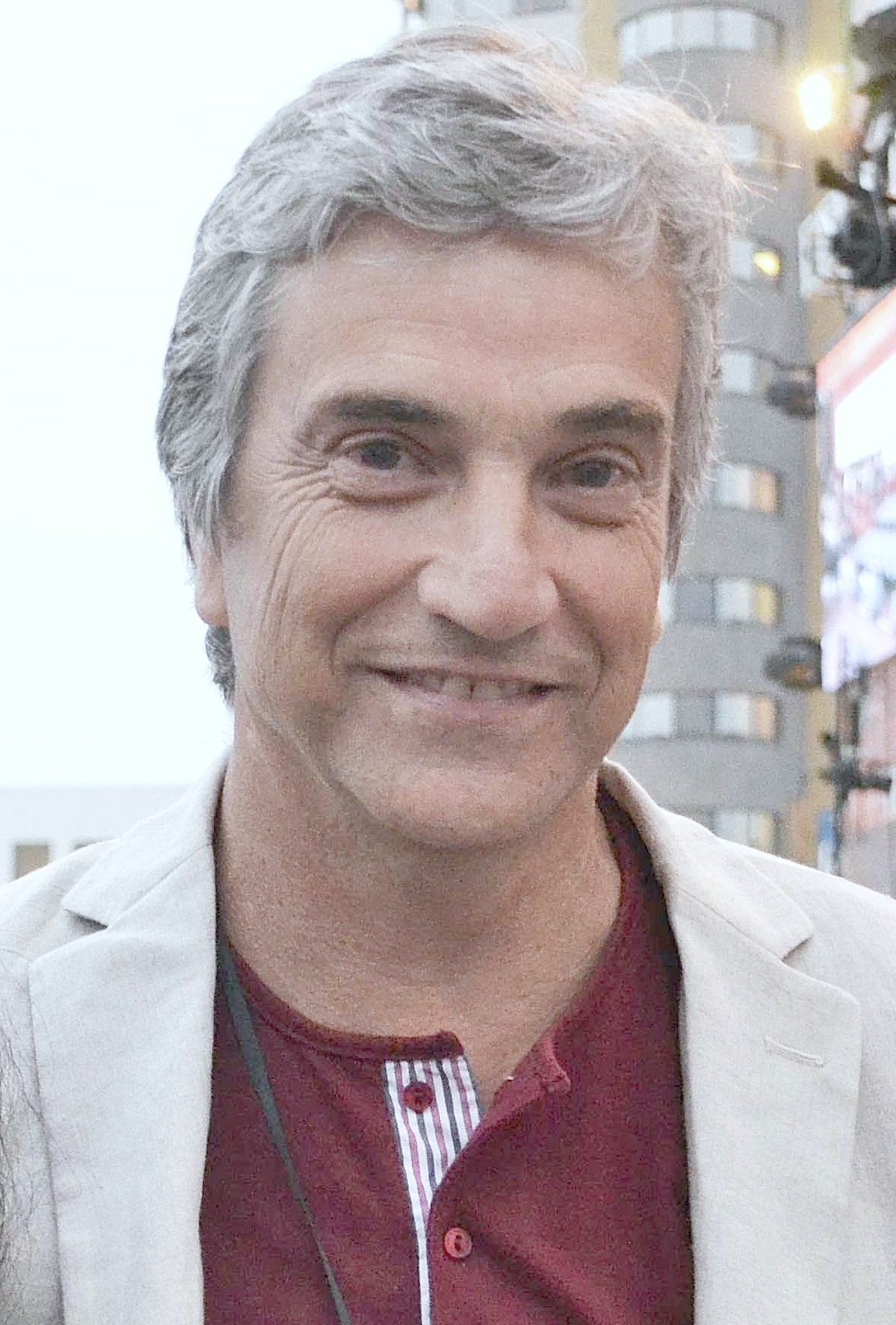
Francisco Reyes
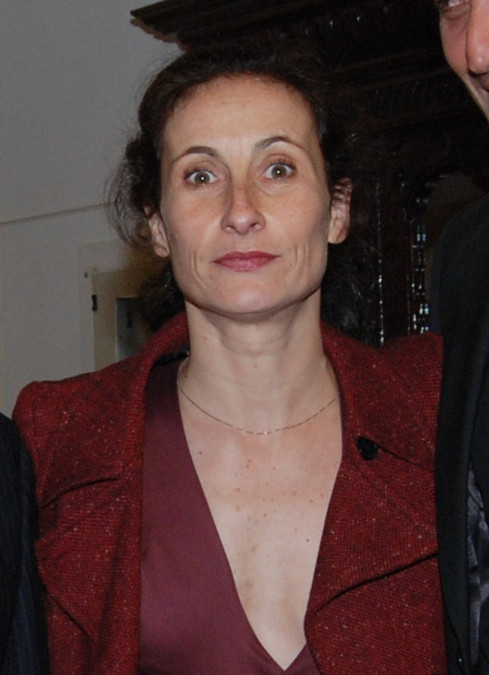
Amparo Noguera
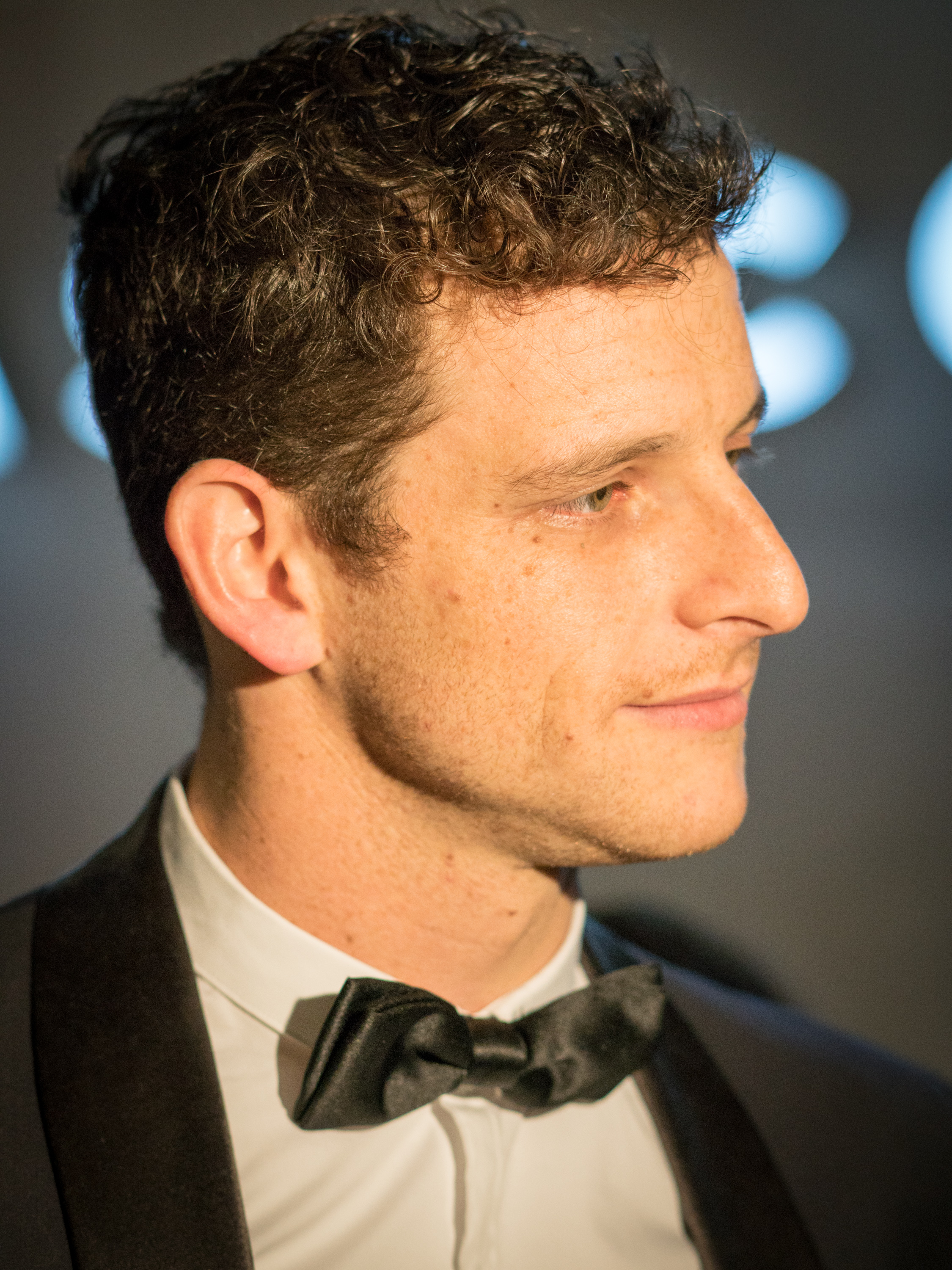
Eyal Meyer
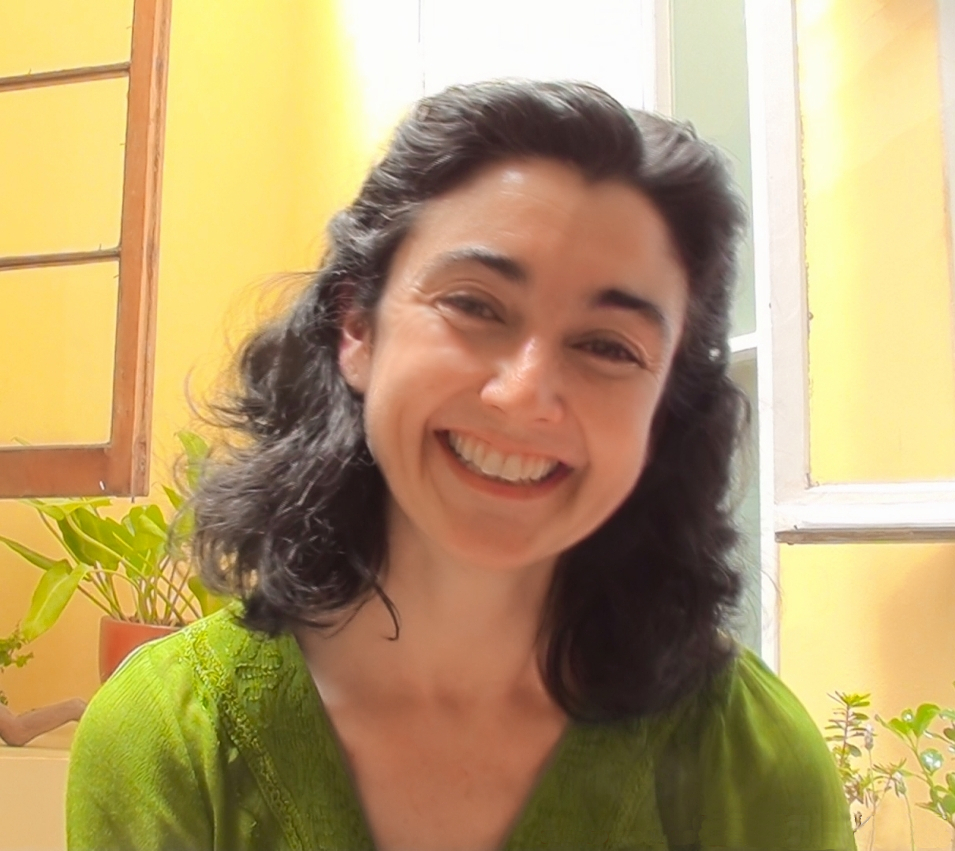
Paulina Urrutia
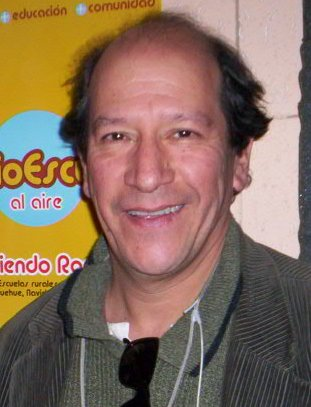
Alejandro Trejo
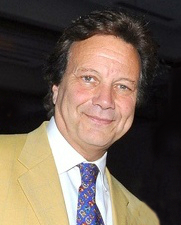
Roberto Vander

## Recepción
Dime quién fue recibió bajo índices de audiencia. Sin embargo recibió un aclamado aplauso y críticas positivas de las redes sociales, prensa y del gremio actoral  a la destacable actuación de Claudia Di Girolamo. En 2019 fue nominada a dos Premios Caleuche, a la Mejor actriz protagónica y al Mejor actor de soporte en categoría teleseries.

## Banda sonora
| Intérprete         | Tema              | Personaje(s)   | Actor(es)                             |
| ------------------ | ----------------- | -------------- | ------------------------------------- |
| Josefina Cisternas | «Tú y yo»         | Laura y Manuel | Antonia Santa María y Francisco Reyes |
| Paula Batarce      | «Diamonds & Rust» | Adriana        | Claudia Di Girólamo                   |

## Premios y nominaciones
| Año  | Premio           | Categoría                | Nominado        | Resultado |
| ---- | ---------------- | ------------------------ | --------------- | --------- |
| 2019 | Premios Caleuche | Mejor actriz protagónica | Paulina Urrutia | Nominada  |
| 2019 | Premios Caleuche | Mejor actor de soporte   | Alejandro Trejo | Ganador   |